# Българска източноправославна епархия в САЩ, Канада и Австралия
Българска източноправославна епархия в САЩ, Канада и Австралия (на английски: Bulgarian Eastern Orthodox Diocese of the USA, Canada and Australia) е една от задграничните епархии на Българската православна църква. Седалището на епархията е в град Ню Йорк, САЩ.

## История

### Източноправославните българи преди създаването на българска църковна организация
Първите преселения на българи в САЩ стават още преди Освобождението на България в 1878 година, но по-масов характер те придобиват след кървавото потушаване на Илинденско-Преображенското въстание (1903 година) и след Междусъюзническата война (1913 година). Хиляди българи от Македония и Европейска Турция са прокудени от домовете си заради етнически произход и религиозна принадлежност, а други от България заминават да търсят препитание. В това време броя на българите в САЩ достига 75 000. Много от българските емигранти в Северна Америка попадат под духовното ръководство на Алеутската и Северноамериканска епархия на Руската православна църква (РПЦ).
През 1906 година е създадена първата българска църковна община в град Мадисън, Илинойс, а през 1909 в града е осветен първият български храм в САЩ – „Св. св. Кирил и Методий“. Под ръководството на РПЦ са издигнати българските храмове „Света Троица“ в Гранит Сити, Илинойс, „Благовещение Богородично“ в Стийлтън. Към 1930 година българските храмове под юрисдикцията на РПЦ са 12 и в тях наред с българските служат, руски, сръбски, румънски и гръцки свещеници.
През 1921 година Светият синод на Българската екзархия, поема без съгласието на РПЦ, ръководството на българската духовна мисия в САЩ, създадена през 1909 година. За началник е назначен доктор Кръстю Ценов.

### Българска източноправославна епархия в САЩ, Канада и Австралия
На 6 ноември 1931 година на заседание на Светия Синод на Българска православна църква са обсъдени въпроси около църковната организация на българите в Северна Америка и са направени постъпки за създаването на нова епархия. На 30 декември 1937 година е взето от Синода и решението за създаването на американска епархия.
За управляващ епархията на 26 февруари 1938 година е поставен епископ Андрей Велички. Отношенията на епископа с някои от българските общини не са добри, а Светият синод повдига въпроса пред епископа за поведението на някои от свещениците, стремящи се към самостоятелно разпореждане с църковното имущество. В резултат на конфликтите няколко български църкви, без участието на епископ Андрей, създават през 1939 година първата в САЩ конференция на представителите на българските православни храмове, в която вземат участие представители на български храмове от Детройт, Торонто, Индианаполис, Гранит Сити и Стийлтън. Епископът прави усилия да възстанови църковното единство на българите, но без особен успех. Много от българските църкви са значително самостоятелни и Светият синод няма значима роля при избора на свещеници и разпореждането с църковно имущество чак до 1990 година.
В началото задграничната епархия на Българска православна църква в САЩ, Канада и Австралия е наричана Българска епархия в Северна и Южна Америка и Австралия. След Втората световна война и идването на власт в България на комунистическо правителство, църковната организация зад граница е разрушена и взаимоотношенията на българското паство зад граница и Светия синод в София се влошават драстично.
През 1964 година, митрополит Андрей моли отново Светия Синод на Българската православна църква за възвръщането на епархията към диоцеза на БПЦ. С възстановяването на епархията в лоното на БПЦ, се разгарят спорове в самата епархия довели до откъсването на група от епархията водена от архимандрит Кирил Йончев и присъединяването и към Руската православна църква зад граница (ЗРПЦ) като Българска епархия в изгнание. ЗРПЦ го посвещава в епископски сан. На 20 декември 1976 година епископ Кирил присъединява Българската епархия към Православната църква в Америка.

### Разделяне на епархията
Възстановяването на връзките между Американската епархия и Светия синод в София е последвано от изпращането на няколко духовници от България, които обаче бързо влизат в конфликти по различни причини с митрополит Андрей. Това предизвиква силното недоволство на патриарх Кирил, който обвинява за проблемите преди всичко митрополит Андрей, когото смята за твърде недипломатичен да ръководи ефективно епархията. През пролетта на 1969 година патриархът обсъжда с българското правителство и „Държавна сигурност“ различни варианти за решаване на проблемите в епархията, включително чрез нейното разделяне на две или три части. Изглежда с това той се опитва да постигне няколко различни цели – да изолира митрополит Андрей, да се опита да преодолее разрива в епархията, като постави Кирил Йончев начело на една от новите епархии, и да намери подходяща позиция за епископ Йосиф Знеполски, който губи два митрополитски избора заради неодобрението на комунистическия режим.
То решението за разделянето на епархията е официално взето на 4 юли, като Американската епархия е разделена на три нови епархии – Нюйоркска, Акронска и Детройтска. Андрей остава митрополит на Нюйоркската епархия, която обаче е сведена до само една енория – на църквата „Свети Андрей“, разположена в сградата на митрополията. Акронската епархия включва повечето енории в Съединените щати, както и тези в Канада и Австралия. Изглежда замисълът на патриарх Кирил е да предложи Детройтската епархия на Кирил Йончев, за да върне Българската епархия в изгнание в Българската православна църква, но този план се оказва зле обмислен и скоро е изоставен.
Първоначално за управляващ Акронската и Детройтската епархия е назначен епископ Йосиф Знеполски, който обаче не става митрополит, изглежда заради резервите към него от страна на комунистическия режим. След кончината на митрополит Андрей в 1972 година, епископ Йосиф поема Нюйоркската катедра, а другите две епархии са обединени в Акронска епархия, чието ръководство е поверено на епископ Симеон Главиницки. През 1978 година той е заменен от епископ Дометиан Знеполски. От 1 април 1983 година Акронската епархия се администрира от епископ Йосиф Велички, който от 1986 година е официално акронски епископ. След смъртта на митрополит Йосиф от 1987 до 1989 година катедрата е поета от митрополит Геласий.
На 18 декември 1989 година БПЦ обединява Нюйоркската и Акронската епархия и за митрополит на новата епархия е избран епископ Йосиф.

### Възстановяване на обединената епархия
През 2016 година с благословението на митрополит Йосиф е открит българският православен манастир „Свети Йоан Кръстител“ в Масачузетс.
Българската източноправославна епархия в САЩ, Канада и Австралия е член на Постоянното събрание на каноничните източноправославни епископи в Америка.

## Митрополити
| Име                                                   | Управление              | Бележка                      | Години      |
| Андрей                                                | 4 юли 1963 – 4 юли 1969 | от велички е. в нюйоркски м. | 1886 – 1972 |
| Разделена на Нюйоркска, Акронска и Детройтска епархия |                         |                              |             |
| Йосиф II                                              | от 19 декември 1989     | от акронски м.               | 1942        |

## Енории
| Енория                     | Енория                                                              | Град             | Щат или Провинция | Архиерейско наместничество |
| „Св. св. Кирил и Методий“  | Saints Kyril & Metodi Bulgarian Eastern Orthodox Diocesan Cathedral | Ню Йорк          | Ню Йорк           |                            |
| „Света София“              | Saint Sophia Bulgarian Eastern Orthodox Church                      | Финикс           | Аризона           |                            |
| „Свети Максим Изповедник“  | St. Maximos the Confessor Skete                                     | Палмира          | Вирджиния         |                            |
| „Свети Герман Аляски“      | Saint Innocent of Alaska Bulgarian Eastern Orthodox Mission         | Роуъноук         | Вирджиния         |                            |
| „Свети Николай“            | St. Nicholay Orthodox Church                                        | Аталанта         | Джорджия          |                            |
| „Света София“              | Saint Sophia Bulgarian Eastern Orthodox Church                      | Дес Плейнс       | Илинойс           |                            |
| „Света Троица“             | Holy Trinity Bulgarian Eastern Orthodox Church                      | Мадисън          | Илинойс           |                            |
| „Свети Зографски мъченици“ | St. 26 Zograph Martyrs                                              | Чикаго           | Илинойс           |                            |
| „Всех скорбящих радост“    | Joy of All Who Sorrow Bulgarian Eastern Orthodox                    | Индианаполис     | Индиана           |                            |
| „Свети Стефан“             | Saint Stephen Bulgarian Eastern Orthodox Church                     | Индианаполис     | Индиана           |                            |
| „Христос Спасител“         | Christ the Savior Bulgarian Eastern Orthodox Mission                | Нашвил           | Индиана           |                            |
| „Свети Георги“             | St. George Orthodox Church                                          | Лос Анджелис     | Калифорния        |                            |
| „Успение Богородично“      | Holy Dormition Bulgarian Eastern Orthodox Church                    | Санта Роза       | Калифорния        |                            |
| „Света Петка“              | Saint Petka Bulgarian Eastern Orthodox Church                       | Бруклин          | Масачузетс        |                            |
| „Възкресение Христово“     | Holy Resurrection Bulgarian Eastern Orthodox Church                 | Олстън           | Масачузетс        |                            |
| „Света Петка“              | Saint Petka Orthodox Church                                         | Уобърн           | Масачузетс        |                            |
| „Свети Йоан Кръстител“     | St. Nedelya Orthodox Church                                         | Уоруик           | Масачузетс        |                            |
| „Свети Йосиф Обручник“     | Saint Joseph (The Betrothed) Bulgarian Orthodox Mission             | Барода           | Мичиган           |                            |
| „Свети Климент Охридски“   | St. Clement Ohridski Macedono-Bulgarian Eastern Orthodox Church     | Диърборн         | Мичиган           |                            |
| „Свети Дух“                | Holy Ghost Bulgarian Eastern Orthodox Church                        | Стърлинг Хайтс   | Мичиган           |                            |
| „Вси Светии“               | All Saints Orthodox Church                                          | Бъфало           | Ню Йорк           |                            |
| „Преображение Господне“    | Holy Transfiguration Bulgarian Eastern Orthodox Church              | Ийст Сиракюз     | Ню Йорк           |                            |
| „Свети Тома“               | Saint Thomas Eastern Orthodox Church                                | Феърлон          | Охайо             |                            |
| „Свети Герман Аляски“      | Saint Herman of Alaska Bulgarian Eastern Orthodox Church            | Хъдсън           | Охайо             |                            |
| „Свети Георги“             | St. George Bulgarian Eastern Orthodox Church                        | Орландо          | Флорида           |                            |
| „Света Неделя“             | St. Nedelya Orthodox Church                                         | Сарасота         | Флорида           |                            |
| „Света Петка“              | St. Petka Orthodox Church                                           | Сейнт Питърсбърг | Флорида           |                            |
| „Св. св. Кирил и Методий“  | St. Cyril & Methody Macedono-Bulgarian Eastern Orthodox Cathedral   | Торонто          | Онтарио           |                            |
| „Свети Иван Рилски“        | St. John of Rila Orthodox Church                                    | Монреал          | Квебек            |                            |
| „Свети Димитър“            | St. Dimitar Bulgarian Eastern Orthodox Church                       | Брамптън         | Онтарио           |                            |
| „Утешител Дух на истината“ | Comforter Spirit of Truth Orthodox Church                           | Мисисауга        | Онтарио           |                            |
| „Свети Иван Рилски“        | St. John of Rila Bulgarian Orthodox Church                          | Ниагара Фолс     | Онтарио           |                            |
| „Света Троица“             | Holy Trinity Macedono-Bulgarian Eastern Orthodox Church             | Торонто          | Онтарио           |                            |
| „Свети Георги“             | St. George Macedono-Bulgarian Eastern Orthodox Church               | Торонто          | Онтарио           |                            |
| „Св. св. Кирил и Методий“  | Saints Cyril & Methody Bulgarian Eastern Orthodox Cathedral         | Мелбърн          | Виктория          |                            |
| „Света Петка“              | Saint Petka Bulgarian Eastern Orthodox Church                       | Аделаида         | Южна Австралия    | [ 9 ]                      |